# Sammy Kipketer
Pour les articles homonymes, voir Kipketer.
Sammy Kipketer (né le 29 septembre 1981 à Rokocho) est un athlète kényan, spécialiste des courses de fond.

## Biographie
Vainqueur à trois reprises du titre par équipes des championnats du monde de cross dans l'épreuve courte (2000, 2001 et 2002), il se classe sixième du 5 000 m lors des championnats du monde 2001, à Edmonton, et remporte en 2002 la médaille d'or des Jeux du Commonwealth, à Manchester.

### Palmarès
| Date | Compétition                    | Lieu       | Résultat | Épreuve                 | Performance |
| ---- | ------------------------------ | ---------- | -------- | ----------------------- | ----------- |
| 2000 | Championnats du monde de cross | Vilamoura  | 2e       | Cross court individuel  |             |
| 2000 | Championnats du monde de cross | Vilamoura  | 1er      | Cross court par équipes |             |
| 2001 | Championnats du monde de cross | Ostende    | 4e       | Cross court individuel  |             |
| 2001 | Championnats du monde de cross | Ostende    | 1er      | Cross court par équipes |             |
| 2001 | Championnats du monde          | Edmonton   | 6e       | 5 000 m                 |             |
| 2002 | Championnats du monde de cross | Dublin     | 4e       | Cross court individuel  |             |
| 2002 | Championnats du monde de cross | Dublin     | 1er      | Cross court par équipes |             |
| 2002 | Jeux du Commonwealth           | Manchester | 1er      | 5 000 m                 |             |

### Records
| Épreuve       | Performance    | Lieu                | Date              |
| ------------- | -------------- | ------------------- | ----------------- |
| 5 000 m       | 12 min 52 s 33 | Oslo                | 27 juin 2003      |
| 10 000 m      | 26 min 49 s 38 | Bruxelles           | 30 août 2002      |
| 5 km (route)  | 13 min 0 s     | Carlsbad            | 1er avril 2001    |
| 10 km (route) | 27 min 11 s    | La Nouvelle-Orléans | 30 mars 2002      |
| Semi-marathon | 1 h 01 min 25  | Philadelphie        | 17 septembre 2006 |